# Taiyō Kea
Maunakea Mossman est un catcheur américain, plus connu sous le nom de Taiyō Kea (太陽ケア). Il est né à Hawaii, mais il  catche surtout à la All Japan Pro Wrestling. Il a remporté les titres AJPW Triple Crown Heavyweight Championship, AJPW Unified World Tag Team Championship et le AJPW World Junior Heavyweight Championship.

## Carrière

### Début
Mossman débute à Hawaii et devient champion amateur de lutte.

### All Japan Pro Wrestling
Il débute à la All Japan Pro Wrestling en 1994 dans la division junior, Mossman remporte immédiatement le titre AJPW World Junior Heavyweight en 1997. Il abandonne le titre en 1998, et passe dans la division heavyweight. À la mort de Giant Baba en 1999, Misawa quitte la AJPW pour créer la Pro Wrestling NOAH en 2000, Mossman est l'un des seuls catcheurs à rester à la All Japan Pro Wrestling, avec Toshiaki Kawada, Masanobu Fuchi, Hiroshi Hase, Stan Hansen, Genichiro Tenryu, Nobutaka Araya et Shigeo Okumura. Il remporte la ceinture AJPW World Tag Team avec Johnny Smith.
En octobre 2001, Kea et son nouveau partenaire Keiji Mutō remportent la AJPW Double Cup et la New Japan Pro Wrestling IWGP Tag Team, ils deviennent la première équipe a remporter les deux ceintures, mais les perdent en même temps. En 2003, Kea rejoint l'écurie de Taka Michinoku, la RO&D et remporte le titre AJPW World Tag Team avec Jamal. Le 20 avril 2006, Kea remporte le AJPW Champion Carnival, en battant Minoru Suzuki en demi-finale et Suwama en finale. Le 3 juillet 2006, il remporte le titre suprême de la AJPW, la ceinture AJPW Triple Crown Championship en battant Satoshi Kojima. Il perd sa ceinture deux mois plus tard, il perd ensuite un match de mixed martial artist/freelancer face à Minoru Suzuki le 3 septembre. Il participe au Real World Tag League 2006 avec Taka Michinoku, ils finissent 4e avec 5 points (2 victoires, 2 défaites, un match nul). 
Le 17 février, Kea et Kawada battent Suwama et RO'Z pour la vacant Double Cup. Du 26 mars - 30 mars, Kea participe au Block A du Champion Carnival 2007, terminant avec 4 points (1 victoire, 1 défaite, 2 nuls). En 2008, Kea et Suzuki forme une nouvelle écurie appelé GURENTAI avec Tokyo Gurentai's MAZADA, NOSAWA Rongai, et TAKEMURA. Lui et Suzuki remportent la Double Cup durant le Crossover tour le 28 juin.
En 2009, Kea et Suzuki défendent les ceintures face à Suwama et Shuji Kondo. Ils font alors équipe avec Yoshihiro Takayama, après que Kea se soit blessé au pied, il reste blessé pendant 4 mois, après son retour annoncé à la Taiwan Cup.
Lors de Junior Hyper League 2012 Nuit 1, Joe Doering, Seiya Sanada et lui battent Get Wild et Suwama. Lors de Junior Hyper League 2012 Nuit 2, Joe Doering, Seiya Sanada et lui perdent contre Get Wild et Suwama. Lors de Junior Hyper League 2012 Nuit 3, Joe Doering, Seiya Sanada et lui battent Get Wild et Suwama. Lors de New Year Shinning Series 2013 New Year 2 Days - Tag 1, il remporte une Battle Royal Match de 14.

### New Japan Pro Wrestling
Taiyō Kea challenge Hiroshi Tanahashi pour le titre IWGP Heavyweight Championship à la New Japan Pro Wrestling le 4 janvier 2007 au Tokyo Dome show, il perd alors le match. 
Lors de Summer Night Fever, il perd contre Jun Akiyama et ne remporte pas le NJPW Triple Crown Championship.

### Circuit Indépendant
Le 16 juin 2002, Kea participe au tournoi pour couronner le premier MLW World Heavyweight Champion, où il bat The Wall en quart de finale, puis face à Vampiro dans un match nul en demi-finale et perd en finale face à Shane Douglas dans un 3-Way Dance (avec Vampiro). Kea catche alors à la Major League Wrestling une nouvelle fois le 26 septembre 2002, où il bat Sabu pour devenir le #1 challenger pour le titre MLW, mais Kea ne retournera jamais pour réclamer son match pour le titre.

## Palmarès et accomplissements
- All Japan Pro Wrestling
  - AJPW Triple Crown Heavyweight Championship (1 fois)[4]
  - AJPW Unified World Tag Team Championship (6 fois) avec Johnny Smith (1), Keiji Mutō (1), Satoshi Kojima (1), Jamal (1), Toshiaki Kawada (1) et Minoru Suzuki (1)
  - AJPW World Junior Heavyweight Championship (1 fois)
  - Champion's Carnival (2006)
  - World's Strongest Tag Team League (2001) avec Keiji Mutō
  - World's Strongest Tag Team League (2002) avec Satoshi Kojima
  - World's Strongest Tag Team League (2004) avec Jamal

- Hawai'i Championship Wrestling 
  - HCW Kekaulike Heritage Tag Team Championship (1 fois) avec Jamal

- New Japan Pro Wrestling
  - IWGP Tag Team Championship (1 fois) avec Keiji Mutō[5]

- Power Slam :
  - PS 50 : 2001/32

- Pro Wrestling Illustrated
  - Classé 242e des 500 meilleurs catcheurs en 2009[6]